# Gnophomyia mediotuberculata
Gnophomyia mediotuberculata là một loài ruồi trong họ Limoniidae. Chúng phân bố ở vùng Tân nhiệt đới.